# Moritz Hartmann

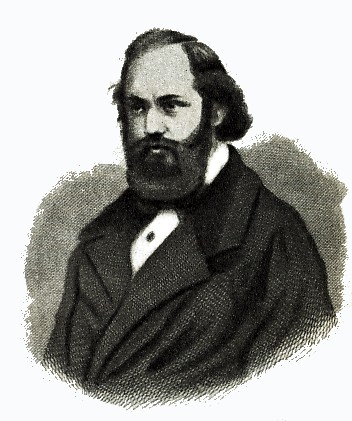
Moritz Hartmann, około 1870 roku

Moritz Hartmann (ur. 15 października 1821, w miejscowości Duschnik w Czechach, zm. 13 maja 1872 w Oberdöbling (obecnie część Wiednia) – austriacki pisarz, publicysta i polityk.

## Życiorys
Ukończył Gimnazjum w Pradze (1832/33) oraz Lateinschule (szkołę łacińską) prowadzoną przez zakon pijarów w Jungbunzlau (1833–37). Następnie studiował medycynę na Uniwersytecie Praskim. W 1840 roku wyjechał do Wiednia, gdzie poświęcił się twórczości literackiej.
Brał czynny udział w Wiośnie Ludów w 1848, solidaryzując się z czeskim ruchem narodowym. Reprezentował ugrupowanie lewicowe we Frankfurckim Zgromadzeniu Narodowym. Po rewolucji został deputowanym do parlamentu frankfurckiego z okręgu Leitmeritz. Był korespondentem licznych gazet niemieckich i austriackich. Podróżował do Anglii, Holandii, Belgii, Włoch, Szwajcarii, Niemiec jako korespondent periodyku "Kölnische Zeitung". W latach 1860–1863 wykładał literaturę niemiecką w Akademii Genewskiej. 
Moritz Hartmann był autorem utworów poetyckich o charakterze rewolucyjnym, do których zalicza się zbiór wierszy wydany w 1945 roku pt. „Kelch und Schwert” ("Kielich i miecz), za którego publikację władze austriackie aresztowały poetę-polityka. W 1847 ukazał się tom „Neuere Gedichte”, dwa lata później, „Reimchronik des Pfaffen Mauritius”.
Z innych jego utworów należy wymienić epos sielankowy „Adam und Eva” (1851), powieść „Der Krieg um den Wald” (1850), „Erzählungen eines Unstäten” (1858). 